# Fruita (Colorado)
Pour les articles homonymes, voir Fruita.
Fruita est une municipalité autonome située dans l'ouest du comté de Mesa, dans l'État du Colorado. La population de la ville était de 13 395 habitants lors du recensement de 2020. Fruita fait partie de la région métropolitaine de Grand Junction et se situe dans Grand Valley. La géographie se caractérise par le fleuve Colorado (historiquement connu sous le nom de Grand River) au sud de la ville, le Plateau d'Uncompahgre connu pour son paysage de forêt de pins et de genévriers, et la chaîne des Book Cliffs au nord de la vallée. Initialement habitée par le peuple Ute, la ville a été colonisée par des agriculteurs après la fondation par William Pabor en 1884. Dix ans plus tard, Fruita a été incorporée.
Fruita a commencé comme une région de production fruitière. Aujourd'hui, elle est réputée pour ses sports de plein air tels que le VTT, la randonnée, le Disc golf et le Rafting, sa proximité avec le Colorado National Monument, et ses festivals annuels, comme Mike the Headless Chicken. Fruita a remporté le Governor's Smart Growth and Development Award pendant quatre années consécutives. La devise de la ville est « Honorer le passé, envisager l'avenir ».
Le nom de la ville provient du mot espagnol « fruita » qui signifie « fruit ». 

## Démographie
| 1900 | 1910 | 1920  | 1930  | 1940  | 1950  |
| ---- | ---- | ----- | ----- | ----- | ----- |
| 126  | 881  | 1 193 | 1 053 | 1 486 | 1 463 |

| 1960  | 1970  | 1980  | 1990  | 2000  | 2010   |
| ----- | ----- | ----- | ----- | ----- | ------ |
| 1 830 | 1 822 | 2 810 | 4 045 | 6 478 | 12 646 |